# Данилишин Степан Іванович
Степан Іванович Данилишин (23 грудня 1908, с. Юхимівці, нині Україна — 16 грудня 1973, м. Тернопіль) — український художник театру і живописець. Заслужений діяч мистецтв УРСР (1967). Член Спілки художників України.

## Життєпис
Степан Іванович Данилишин народився 23 грудня 1908 року в селі Южимівцях, нині Волочиського району Хмельницької області України.
У 1927 році закінчив Одеську художньо-промислову школу. У 1929—1930 роках навчався у Київському художньому інституті. Через голод змушений перервати навчання у Києві (1933). У 1934—1940 роках навчався на малярському факультеті Всеросійської Академії мистецтв у Санкт-Петербурзі в майстерні професорів В. Серова та В. Яковлєва.
Під час Другої світової війни (1941—1943) працював художником Українського драматичного театру в м. Бересті (нині Білорусь) та в Музично-драматичному театрі ім. М. Садовського в м. Проскурові (нині Хмельницький, 1943—1944).
У 1944—1945 — художник Кам'янець-Подільського драматичного театру ім. Г. Петровського (м. Проскурів).
У 1947—1952 — головний художник Коломийського театру, а в 1952—1973 — Тернопільського музично-драматичного театру ім. Тараса Шевченка. Паралельно читав лекції з художнього оформлення драматичного спектаклю для викладачів і студентів театрального відділення Теребовлянського культосвітнього училища. Працював на посаді голови бюро творчої секції Тернопільського товариства художників, художником майстерень Художнього фонду УРСР.
Багато зусиль доклав для створення у м. Тернополі мистецької студії, що сприяла зростанню і становленню молодих художників. Його педагогічна діяльність вплинула на відкриття в 1975 році Тернопільської дитячої художньої школи.
Помер 16 грудня 1973 року в м. Тернополі.

## Творчість
З 1961 року — учасник обласних та всеукраїнських мистецьких виставок.
У 1961 році відбулася перша персональна виставка у Тернополі, а в 1962 — у Львові. У 1974 — ще одна, посмертна.
Палітра лаконічна і монументальна, розкриває суть образного мислення.
Театрально-декораційному мистецтву майстер присвятив близько тридцяти років свого життя, створивши за цей час макети, ескізи до понад 150 вистав.
Серед оформлених вистав:
- «Богдан Хмельницький» О. Корнійчука (1947),
- «У неділю рано зілля копала» за О. Кобилянською (1956),
- «Наливайко» за І. Ле (1958),
- «Родина щіткарів» Мирослава Ірчана (1959),
- «Не судилось» М. Старицького (1960),
- «Камінний господар» Лесі Українки (1964),
- «Кайдани порвіте» М. Левченка (1965),
- «Як сходило сонце» І. Микитенка (1967),
- «Незабутнє» О.Довженка (1967),
- «Перша борозна» І. Кавалерідзе (1970),
- «Тигр та гієна» Ш. Петефі (1971).

Твори:
- «Троянди» (1960),
- «Ріка Серет»,
- «Шахтар» (обидва — 1962).

## Вшанування пам'яті
У 2013 році на фасаді будинку № 2 на вул. Гетьмана Сагайдачного в Тернополі встановили меморіальну дошку Степанові Данилишину (скульптор Дмитро Мулярчук).